# Aurantiporus albidus
Aurantiporus albidus är en svampart som beskrevs av Rajchenb. & Cwielong 1995. Aurantiporus albidus ingår i släktet Aurantiporus och familjen Polyporaceae.   Inga underarter finns listade i Catalogue of Life.